# Konstantinos Karapanos

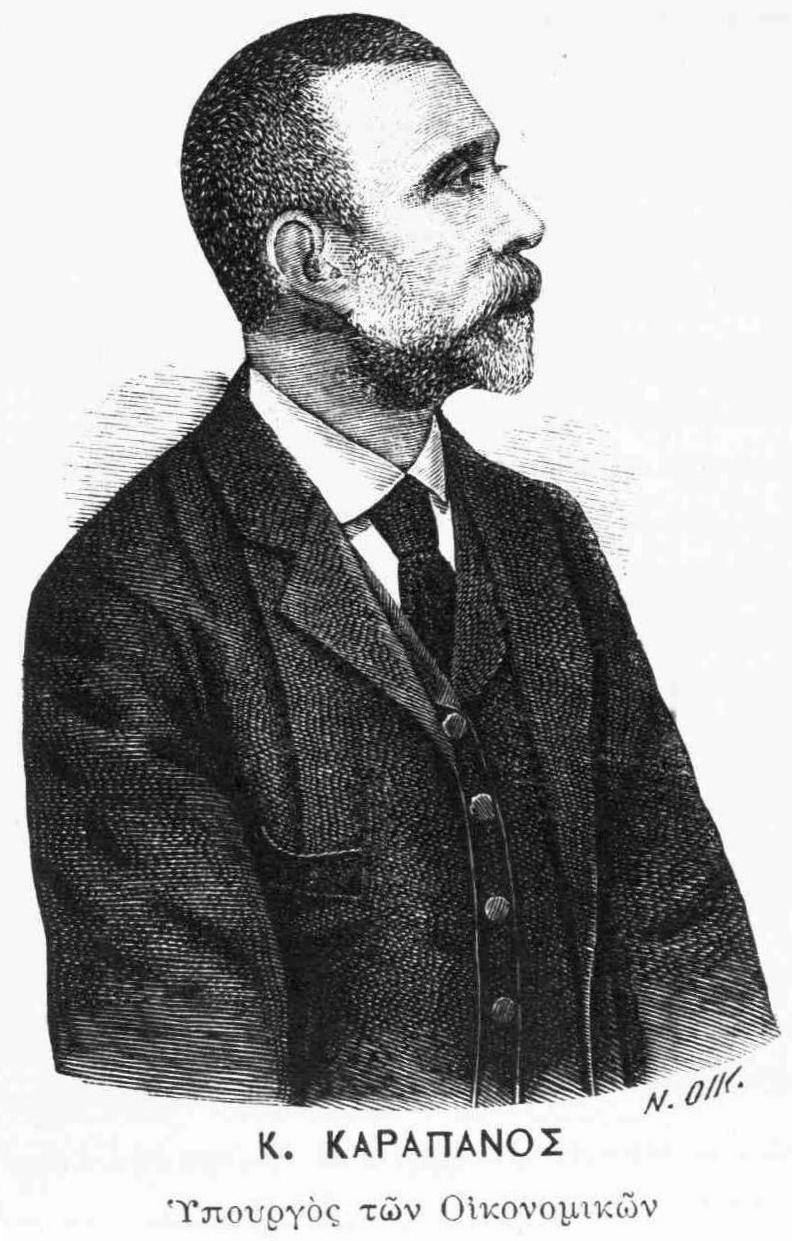
Konstantinos Karapanos

Konstantinos Karapanos (griechisch Κωνσταντίνος Καραπάνος, auch in der Schreibweise Constantinos Carapanos, * 1840 in Arta; † 1914 in Athen) war ein griechischer Bankier, Politiker und Amateurarchäologe.
Karapanos studierte Rechtswissenschaft in Athen und Paris. Später arbeitete er als Bankier in Konstantinopel und Paris. 
Er unternahm als Laie von 1875 bis 1877 die ersten Grabungen an der antiken Stätte Dodona, deren Ergebnisse er 1878 in französischer Sprache unter dem Titel Dodone et ses ruines in zwei Bänden veröffentlichte. Durch seine guten Beziehungen zu den osmanischen Entscheidungsträgern – Dodona gehörte zu dieser Zeit noch zum Osmanischen Reich – gelang es ihm die Grabungslizenz für den Ort zu erhalten. Seine Methoden entsprachen den zu der Zeit üblichen, so wurden beispielsweise keine Stratigraphien aufgenommen. Alexander von Warsberg kritisierte 1893, dass Karapanos allen Ruhm für sich selbst in Anspruch nahm und seinen Mitarbeiter, den Straßenbau-Ingenieur Zygmunt Mineyko, dabei trotz dessen Proteste in den Hintergrund drückte. Die Funde seiner Ausgrabungen stiftete er dem Archäologischen Nationalmuseum zu Athen, das ihnen einen eigenen Raum zuwies und diesen nach dem Stifter benannte. 
Nach der Eroberung seiner Heimatstadt Arta durch Griechenland wurde Karapanos 1881 zum Außenminister gewählt. Von 1881 bis 1910 vertrat er außerdem Arta im Parlament.